# سیارک ۵۵۴۲۸
سیارک ۵۵۴۲۸ (به انگلیسی: 55428 Cappellaro، نامگذاری:2001TN47) پنجاه و پنج هزار و چهارصد و بیست و هشتمین سیارک کشف شده‌است که در ۱۴ اکتبر ۲۰۰۱ کشف شد.